# Teatro greco di Siracusa
(Vivant Denon, Voyage en Sicile, 1788)
Il teatro greco di Siracusa è un teatro situato all'interno del Parco archeologico della Neapolis, sulle pendici meridionali del colle Temenite, a Siracusa, in Sicilia. Costruito nel V secolo a.C., subì interventi nel III secolo a.C. e ancora in epoca romana. Questo edificio è il più antico teatro di tutto l’occidente.

## Il teatro arcaico

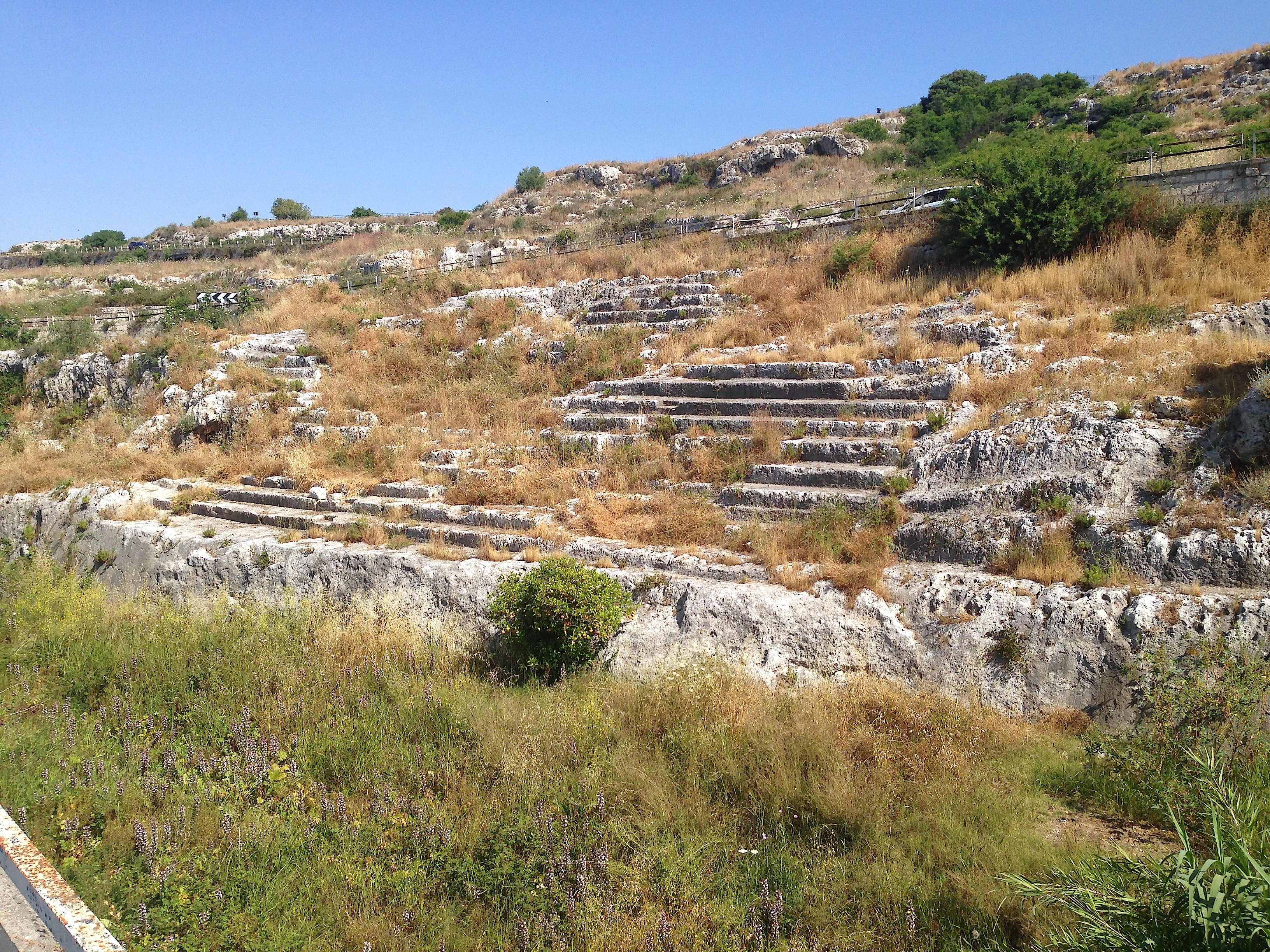
Il teatro arcaico o teatro lineare a pochi metri da quello antico.

L'esistenza di un teatro a Siracusa viene menzionata già alla fine del V secolo a.C. dal mimografo Sofrone, che cita il nome dell'architetto, Damocopos, detto Myrilla per aver fatto spargere unguenti (“myroi”) all'inaugurazione. Non è dimostrato, però, che il passo ricordi questo monumento, potendosi pensare ad altro teatro posto in un altro luogo. È stato ipotizzato che in quest'epoca il teatro non avesse ancora la forma a semicerchio, che diventerà canonica alla fine del IV secolo a.C. e nel corso del III a.C., ma potesse essere costituito da gradinate rettilinee, disposte a trapezio.
Diodoro Siculo riferisce l'arrivo a Siracusa di Dionisio nel 406 a.C. nel momento in cui il popolo usciva da un teatro. Plutarco racconta invece dell'irruzione di un toro infuriato nel teatro durante un'assemblea cittadina (355 a.C.), e dell'arrivo in carro di Timoleonte nel 336 a.C., mentre il popolo vi era riunito, testimoniando l'importanza dell'edificio nella vita pubblica.

## Il teatro ellenistico

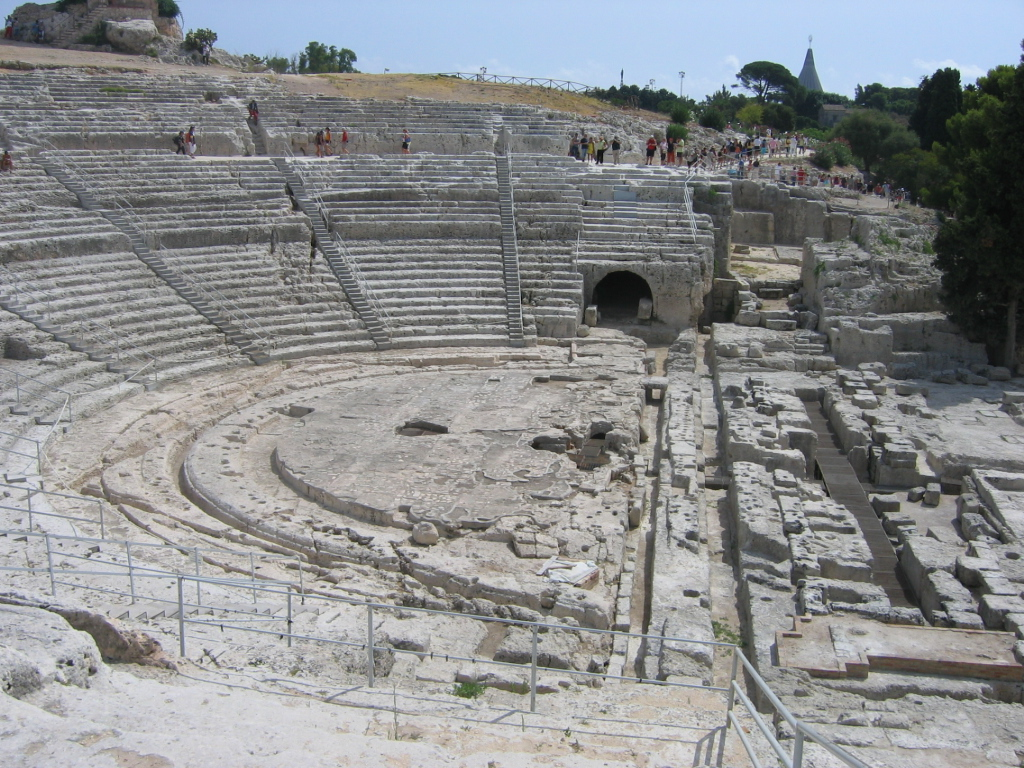

Sembra che il teatro sia stato sottoposto a un intervento di ristrutturazione nel III secolo a.C. dopo il 238 e certamente prima della morte di Gerone II il 215 a.C., nella forma che oggi vediamo. La sua costruzione era stata progettata tenendo conto sia della forma naturale del colle Temenite, che della possibilità di sfruttare al massimo l'acustica. Tipica caratteristica dei teatri greci è anche la valorizzazione della visione panoramica, cui il teatro di Siracusa non doveva essere esente, offrendo la visione dell'arco del porto e dell'isola di Ortigia, nonostante la scena probabilmente coprisse parte della visuale.
La cavea aveva un diametro di 138,60 metri, uno dei più grandi del mondo greco, ed era in origine costituita da 67 ordini di gradini, per la maggior parte scavati nella roccia viva e divisi in 9 settori ("cunei") da scalinate. A metà altezza correva una precinzione ("diazoma") che la divideva in due settori. Sulla recinzione sono incisi in corrispondenza dei cunei nomi di divinità (Zeus Olimpio, Eracle) e di membri della famiglia reale (lo stesso Gerone II, sua moglie Filistide, la nuora Nereide, figlia di Pirro e il figlio Gelone II), che hanno spinto alcuni autori a considerare le iscrizioni medesime utili per una datazione del monumento e se non della costruzione della sua rilavorazione. Le file superiori di gradini, oggi scomparse, erano costruite e poggiavano sopra un terrapieno sostenuto da muri di contenimento. Sull'asse centrale della gradinata è scavata nella roccia una zona che può aver consentito la realizzazione di una tribuna, forse destinata a personaggi di particolare rilievo politico-sociale.

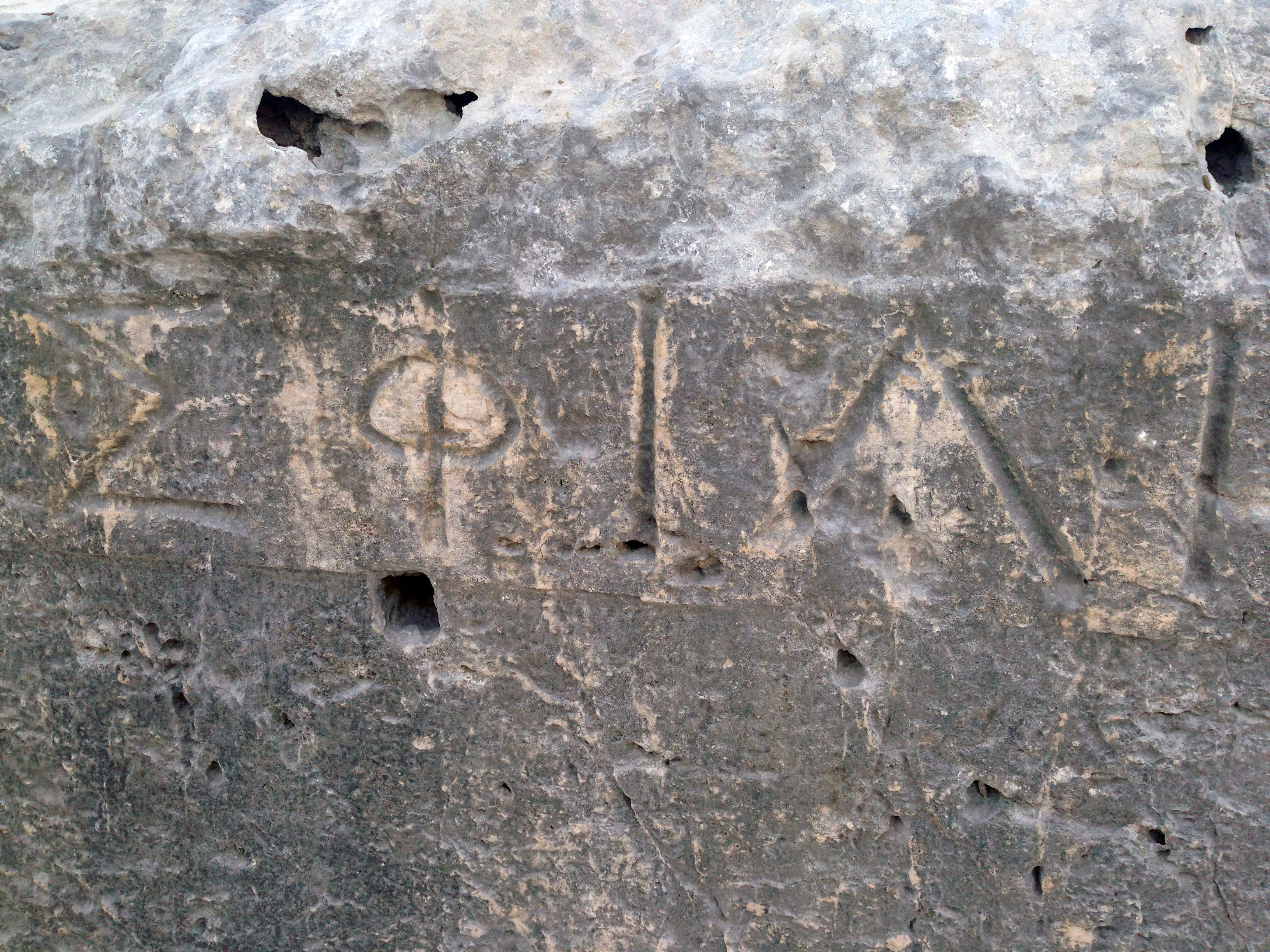
Iscrizione nel diazoma

L'orchestra era in origine delimitata da un ampio euripo (canale scoperto), oltre il quale una fascia precedente l'inizio dei gradini era destinata ad ospitare il pubblico.
L'edificio scenico è interamente scomparso e ne sono visibili solo i tagli realizzati nella roccia, riferibili a diverse fasi e di difficile lettura. All'epoca di Gerone II appartiene probabilmente un passaggio scavato sotto l'orchestra, accessibile con una scaletta dal palcoscenico e terminante in una stanzetta: questo allestimento è stato ipoteticamente identificato con le "scale carontee", che permettevano improvvise scomparse o apparizioni degli attori. Ancora a questa fase dovrebbe appartenere una prima fossa per il sipario (che nel teatro antico non veniva calato dall'alto, bensì issato verso l'alto). Le tracce di un elemento a cui dovevano sovrapporsi colonne e pilastri sono state interpretate come residui di una piccola scena mobile per le farse fliaciche. Alla decorazione della scena apparteneva probabilmente la statua di una cariatide, attualmente conservata nel Museo che riunisce i materiali scavati o recuperati nel Teatro Museo archeologico regionale Paolo Orsi.
Al di sopra del teatro, si trova una terrazza, scavata nella roccia, accessibile da una gradinata centrale e da una strada incassata, nota come "via dei Sepolcri". in origine la terrazza ospitava un grande portico ed al centro della parete di fondo fu inquadrata una preesistente grotta-ninfeo scavata nella roccia, fiancheggiata da nicchie destinate probabilmente ad ospitare statue e in origine probabilmente inserita tra membranature architettoniche di ordine dorico intagliate nella parete (di esse restano solo parti di un fregio). All'interno il vano (9,35 x 6,35 m, alt. 4,75 m) era dotato di una vasca rivestita in cocciopesto, nella quale sgorgava l'acqua dell'antico acquedotto greco detto "del ninfeo". Da qui l'acqua si immetteva nel sistema idraulico del teatro. L'insieme è forse identificabile con il Mouseion, o santuario delle Muse, sede della corporazione degli attori. Secondo l'anonima "Vita di Euripide" Dionigi I avrebbe dedicato nel santuario oggetti appartenuti al tragediografo Euripide, acquistati in Grecia a caro prezzo.

### L'attività teatrale in epoca greca
È incerto se il teatro sia stato utilizzato sin da periodo protoclassico, non rimanendo tracce della parte di tale periodo, e quindi non è sicuro se vi si sia svolta l'attività teatrale del commediografo Epicarmo e dei contemporanei Formide e Deinoloco. Eschilo rappresentò a Siracusa nel 470 a.C. Le etnee (tragedia scritta per celebrare la rifondazione di Catania con il nome di Aitna o di un centro con nome Aitna dove avevano trovato rifugio gli esuli catanesi in seguito alla distruzione della calcidese Katane ad opera di Gerone I). Anche I Persiani, già rappresentata ad Atene nel 472 a.C., venne rappresentata a Siracusa. Quest'ultima opera è giunta fino a noi, mentre la prima è andata perduta. Alla fine del secolo V a.C. o agli inizi del IV a.C. vi furono rappresentate probabilmente le opere di Dionisio I e dei tragediografi ospitati alla sua corte, tra cui Antifonte. In merito all'uso del teatro Luciano Canfora aggiunge: 
(Storia della Letteratura Greca, p.112)
 Secondo la tradizione greca l'attività teatrale, essendo considerata una forma di attività istituzionale, era concessa a tutti i cittadini, anche ai più poveri, tramite il Teorico (fondo), un fondo creato per le attività di questo tipo.

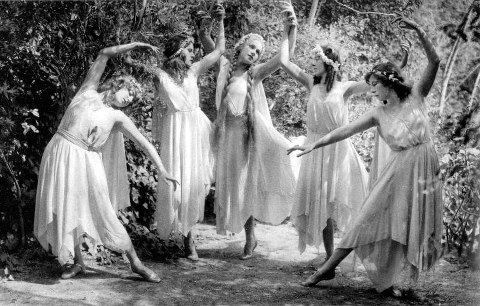
Rappresentazione teatrale del 1930 a Siracusa

Le attività teatrali persero di importanza durante la dominazione romana, dove presero il sopravvento anche gli spettacoli dei gladiatori.

## Il teatro in epoca romana

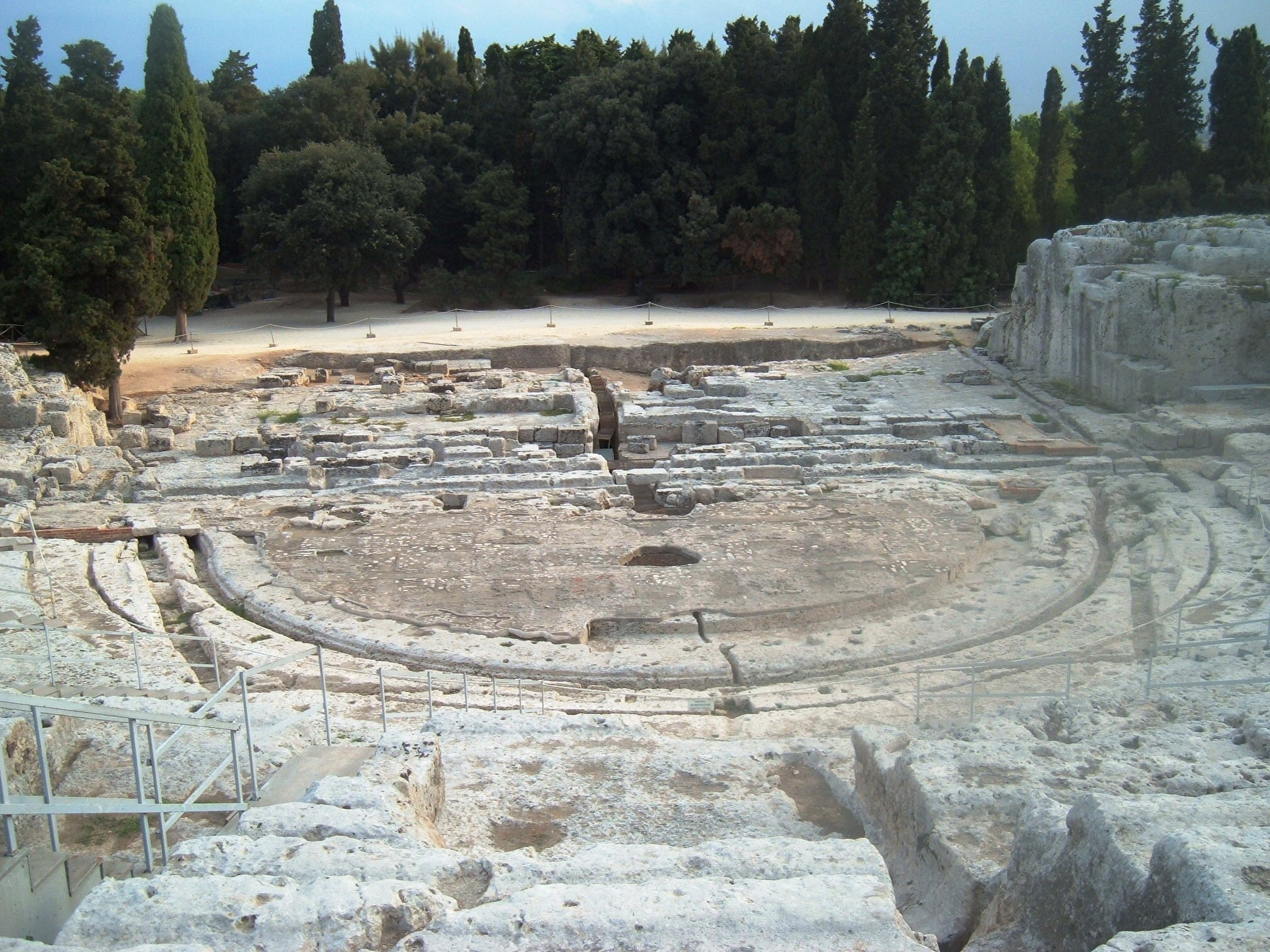

Importanti modifiche furono attuate nel teatro, forse al momento della deduzione della colonia, nella prima età augustea. La cavea venne modificata in forma semicircolare, tipica dei teatri romani, anziché a ferro di cavallo, come d'uso per i teatri greci e furono realizzati i corridoi che permettevano l'accesso all'edificio scenico (parodoi). La stessa scena venne ricostruita in forme monumentali con nicchia rettangolare al centro e due nicchie a pianta semicircolare sui lati, nelle quali si aprivano le porte sceniche. Fu inoltre scavata una nuova fossa per il sipario, con la sua camera di manovra. Nell'orchestra venne interrato l'antico euripo, sostituito da un nuovo canale, molto più stretto e a ridosso dei gradini della cavea, ampliando il diametro da 16 m a 21,40 m. La decorazione della scena subì forse dei rifacimenti in epoca flavia e/o antoniniana.
In epoca tardo-imperiale si ebbero altre consistenti modifiche, destinate ad adattare l'orchestra a giochi acquatici e fu probabilmente arretrata la scena. Non esistono invece tracce di adattamenti che consentissero di ospitare combattimenti di gladiatori o spettacoli con belve in genere rappresentati dall'eliminazione dei primi gradini della cavea allo scopo di consentire la realizzazione di un podio a protezione degli spettatori. Del resto questi spettacoli continuavano probabilmente a tenersi nell'anfiteatro, presente a Siracusa sin dall'epoca augustea.
Un'iscrizione oggi perduta menzionava un Nerazio Palmato come autore di un rifacimento della scena: se si tratta dello stesso personaggio che restaurò a Roma la Curia dopo il sacco di Alarico, gli ultimi lavori nel teatro di Siracusa potrebbero essere datati agli inizi del V secolo d.C.

## Storia successiva

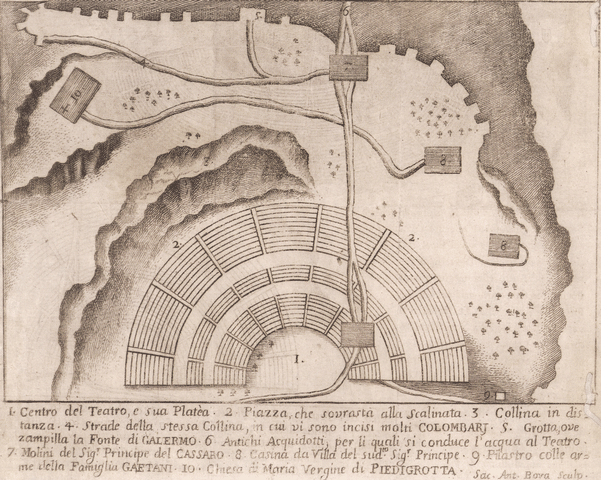
Teatro Greco; incisione raffigurante la posizione dei mulini nel '700.

Rimasto in abbandono per lunghi secoli, subì a partire dal 1526 una progressiva spoliazione a opera degli Spagnoli di Carlo V, che sfruttarono i blocchi di pietra già tagliati per costruire le nuove fortificazioni attorno Ortigia: scomparvero in tal modo l'edificio scenico e la parte superiore delle gradinate. Dopo la seconda metà del Cinquecento, il marchese di Sortino, Pietro Gaetani, riattivò a proprie spese l'antico acquedotto che portava l'acqua sulla sommità del teatro, favorendo l'insediamento di diversi mulini installati sulla cavea: di questi resta ancora visibile la cosiddetta “casetta dei mugnai” che si erge sulla sommità della cavea.
(Tommaso Fazello)
Sul finire del Settecento riprese l'interesse per il teatro che venne menzionato e riprodotto dagli eruditi dell'epoca (Arezzo, Fazello, Mirabella, Bonanni) e da famosi viaggiatori (d'Orville, von Riedesel, Saint-Non, Houel, Denon ecc.). Nel secolo successivo si ebbero vere e proprie campagne di scavo, grazie all'interesse del Landolina e del Cavallari che si occuparono di liberare il monumento dalla terra che vi si era accumulata. Successivamente le indagini archeologiche proseguirono ad opera di P. Orsi e di altri archeologi, fino a quelle del 1988 ad opera di Voza.
A partire dal 1914 l'Istituto nazionale del dramma antico (INDA) inaugurò nell'antico teatro le annuali rappresentazioni di opere greche (la prima fu la tragedia Agamennone di Eschilo, curata da Ettore Romagnoli). Dopo l'interruzione degli spettacoli causata dalla prima guerra mondiale, le rappresentazioni classiche ritornarono sulla scena nel 1921 con le Coefore di Eschilo. Per l'occasione giunge a Siracusa anche Filippo Tommaso Marinetti che il 18 e il 19 aprile terrà delle conferenze per ribadire la posizione progressista del Futurismo di fronte ad una rappresentazione del passato. Per l'occasione viene anche scritto il Manifesto futurista per le rappresentazioni classiche di Siracusa con cui si ribadisce la linea critica dei futuristi.
Proprio per l'importanza delle rappresentazioni nel 1930 il re Vittorio Emanuele III in visita a Siracusa assisterà ad una delle rappresentazioni al teatro greco.
Dal 2010 il Teatro è uno dei monumenti del Servizio Parco Archeologico di Siracusa e delle aree archeologiche dei Comuni limitrofi, organo periferico della Regione Siciliana, Assessorato Regionale dei Beni Culturali e dell'Identità Siciliana.

## Le descrizioni dei viaggiatori
Nel 1625 Pietro Della Valle descrive con semplicità il teatro:
(Pietro Della Valle)

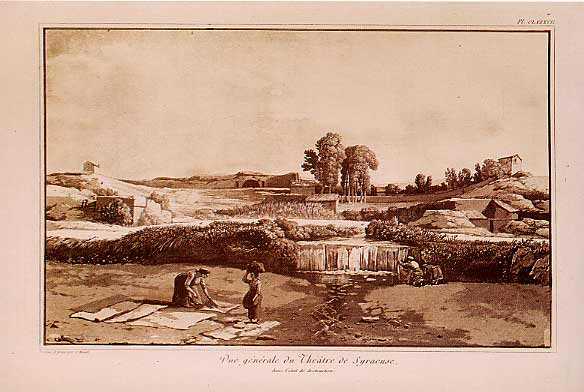
Teatro greco Siracusa Houël

Von Riesedel nel visitare il monumento ne rimarrà estasiato: 

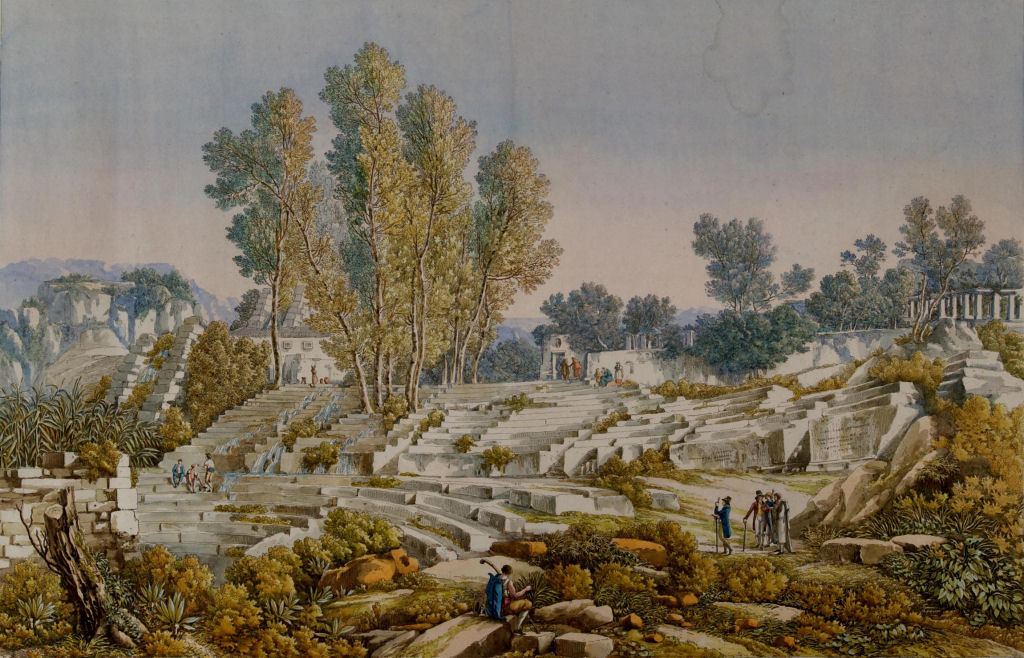
Théatre de Syracuse, fine sec. XVIII

Egli inoltre si sofferma sulle dimensioni dei gradini e sulle iscrizioni ritrovate e interpretate dal Cesare Gaetani. Anche von Riesedel, proprio come Jean-Pierre Houël poi descriverà la presenza dei mulini del galermi sulla cavea che avevamo parzialmente distrutto la gradinata e su cui erano convogliate le acque provenienti dal canale Galermi: di questa insensibilità verso l'antico infatti il pittore si lamenta. La presenza dell'acqua aveva creato molta vegetazione ma anche una cerca umidità che avrebbe portato refrigerio durante le giornate calde. Egli racconta inoltre che assieme a Saverio Landolina aveva scavato e frugato tra i gradini per trovare delle iscrizioni.
La stampa raffigura il teatro sotto l'aspetto più noto, così che tutte le persone che l'hanno visto possono subito riconoscerlo. La veduta è molto fedele e niente è stato messo soppresso. Ho fatto attenzione a piazzare sia i muri moderni sia le case dei mugnai...»

## Utilizzi attuali del teatro

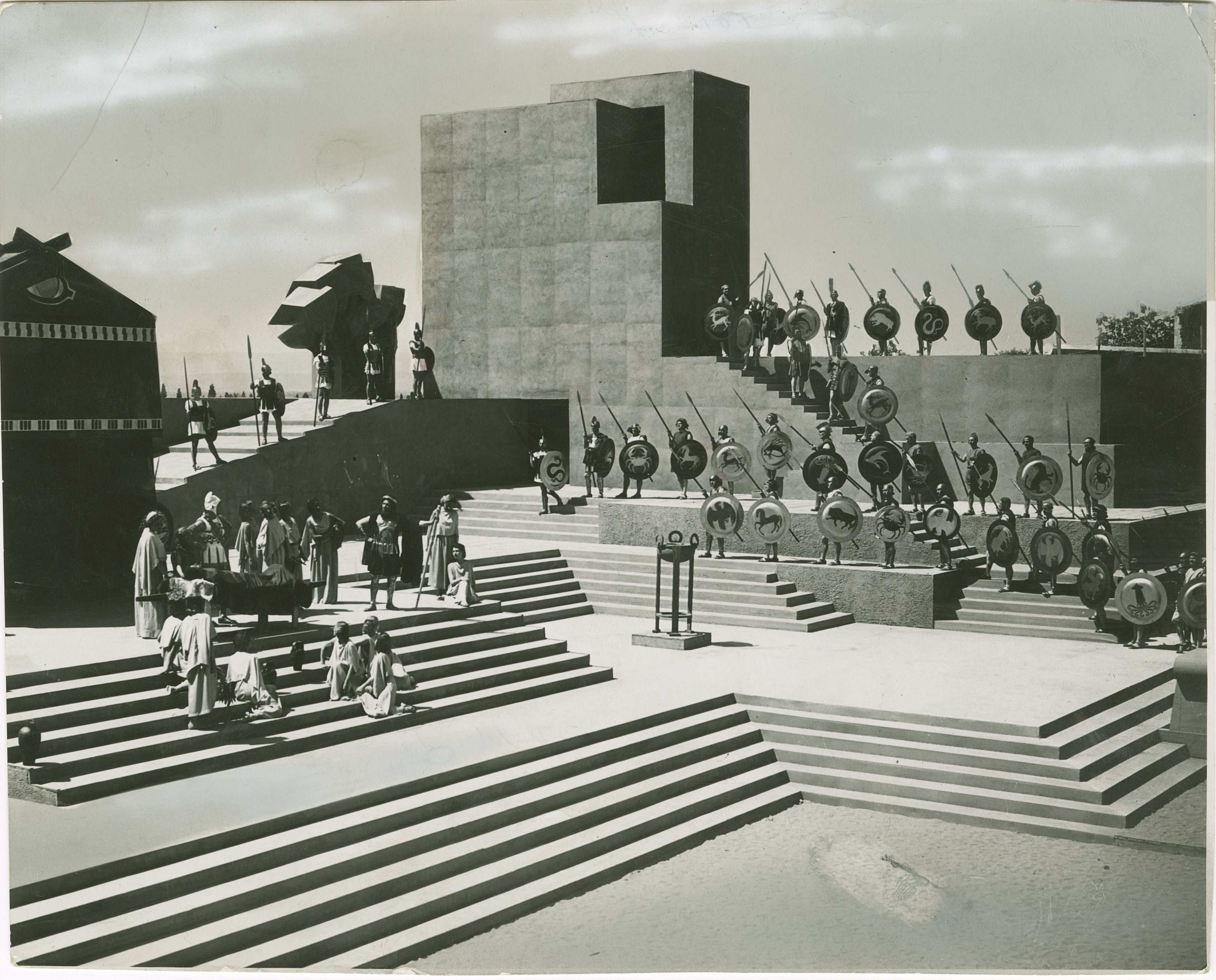
Teatro Greco di Siracusa. Una scena della rappresentazione della tragedia Aiace di Sofocle nel 1939

Sin dal 1914 con la nascita dell'INDA lo spazio scenico del teatro greco è stato utilizzato prevalentemente per le cosiddette "rappresentazioni classiche" di tragedie e commedie greche, seguendo i dettami della tradizione. Le rappresentazioni, in precedenza a cadenza biennale, sono uno dei motivi di vanto della cultura greca della città.
Salvo il normale utilizzo all'interno del circuito di visita dell'Area Archeologica, la cavea del teatro viene saltuariamente utilizzata per concerti o premiazioni ufficiali. Il teatro tuttavia è stato sempre limitato nel suo utilizzo in ragione della sua conservazione e della delicatezza della pietra.
Nel 2014 l'Assessorato Regionale ai Beni Culturali ha autorizzato l'utilizzo del teatro per spettacoli estivi di musica, lirica e danza. L'11 giugno 2018 il teatro è stato lo scenario di una delle ultime apparizioni pubbliche di Andrea Camilleri che, in diretta televisiva su Raiuno, ha recitato nello spettacolo teatrale Conversazione su Tiresia.
Talvolta il teatro ha ospitato eventi extra, tra cui i concerti di Lucio Dalla e Gianni Morandi, i quali il 2 ottobre 1988 e sempre in diretta su Raiuno conclusero a Siracusa il loro tour. Nel corso degli anni ha ospitato anche Fiorello, Claudio Baglioni, Elisa, Giorgia, Gianna Nannini e Carmen Consoli.